# Aérodrome de Kihnu
L'aérodrome de Kihnu (code OACI : EEKU) est un aérodrome sur l'île de Kihnu en Estonie. L'aérodrome est situé près du village de Sääre et est au sud-ouest de Pärnu. Il n'a pas de code AITA.

## Situation
| Kuressaare Kärdla Pärnu Tallinn Tartu Kihnu Ruhnu Tapa Amari |